# Riszat Gilazutdinow
Riszat Sirazutdinowicz Gilazutdinow (ros. Ришат Сиразутдинович Гилязутдинов, ur. 31 października 1972 w Ałmaty) – rosyjski trener siatkarski a przeszłości siatkarz.
Jego żona Ludmiła jest siatkarką.

## Przebieg kariery
| 1996–2002 | Indiezit Lipieck             | asystent trenera |
| 2002–2004 | Indiezit Lipieck             | I trener         |
| 2004–2005 | Reprezentacja Rosji juniorek | I trener         |
| 2004–2008 | Urałoczka Jekaterynburg      | asystent trenera |
| 2006–2007 | Reprezentacja Rosji kadetek  | I trener         |
| 2008–2009 | Indiezit Lipieck             | I trener         |
| 2009      | Reprezentacja Rosji seniorek | asystent trenera |
| 2009–     | Dinamo Kazań                 | I trener         |

## Sukcesy trenerskie

### klubowe
Mistrzostwo Rosji:
- 2005, 2011, 2012, 2013, 2014, 2015, 2020
- 2017, 2018
- 2008, 2021

Puchar Rosji:
- 2010, 2012, 2016, 2017, 2019, 2020, 2021[3]

Liga Mistrzyń:
- 2014
- 2012

Klubowe Mistrzostwa Świata:
- 2014

Puchar CEV:
- 2017

Superpuchar Rosji:
- 2020

### reprezentacyjne
Mistrzostwa Europy Juniorek:
- 2004

Mistrzostwa Świata Kadetek:
- 2007